# Las Palmitas, Quechultenango
Las Palmitas är en ort i Mexiko.   Den ligger i kommunen Quechultenango och delstaten Guerrero, i den södra delen av landet, 220 km söder om huvudstaden Mexico City. Las Palmitas ligger 1 415 meter över havet och antalet invånare är 124.
Terrängen runt Las Palmitas är huvudsakligen kuperad, men åt sydväst är den bergig. Runt Las Palmitas är det ganska glesbefolkat, med 39 invånare per kvadratkilometer. Närmaste större samhälle är Chilapa de Alvarez, 16,4 km norr om Las Palmitas. Omgivningarna runt Las Palmitas är en mosaik av jordbruksmark och naturlig växtlighet.